# Grüner See (Tragöß)
Der Grüne See ist ein Karstsee in der Steiermark auf dem Gebiet der Gemeinde Tragöß-Sankt Katharein im Ortsteil Oberort. Er liegt an der Südseite der Hochschwabgruppe.

## Beschreibung
Der See wird an einer Bergsturzmasse aufgestaut, die in prähistorischer Zeit von der Südflanke der Meßnerin in Richtung Tragöß abrutschte.
Der See füllt sich mit dem Einsetzen der Schneeschmelze auf den umliegenden Berghängen mit Wasser. Das Wasser ist kalt (5 bis 6 °C) und der Wasserstand stark abhängig von der Jahreszeit. Die größte Höhe erreicht der Wasserspiegel im Frühsommer, dann ist der See an seiner tiefsten Stelle ungefähr 10 Meter tief. Am südöstlichen Ufer ist ein von Felsblöcken umgebener Überlauf. Am südwestlichen Ufer kann man sehen, wie das Wasser in den Berg hineinfließt. Im Herbst trocknet er fast vollkommen aus.
Wiesen mit Wanderwegen und Sitzbänken liegen dann wieder über dem Wasserspiegel.
Die grüne Farbe des Sees erklärt sich dadurch, dass reines Wasser rote Lichtanteile absorbiert und daher in dicken Schichten blau-grünlich erscheint. Fein zerriebenes Gestein, das im Wasser suspendiert ist, reflektiert vor allem die blaugrünen Anteile des Lichts (siehe dazu Gletschermilch).
Berge um den See lenken Winde ab, dieser liegt in einer Mulde, die einen Kaltluftsee erhält. Der somit recht windgeschützte kleine See bildet kaum Wasserwellen an der Oberfläche aus. Damit ist auch aus flachem Winkel ein guter Einblick ins Wasser möglich. Zwischen dem Gras sichtbarer, heller Kalkstein am Boden und geringe Mengen an trübend dispergiertem Kalkstaub tragen zur Helligkeit unter Wasser bei. Der See wird als „smaragdgrün schimmernd“ wahrgenommen. Es fehlt ihm in weiten Bereichen der dauerhaften Seen eigene, dunkle schlammige Untergrund. Die außerordentlich hohe Sichtweite im Wasser beträgt bis zu 50 Meter.
Am 16. September 2014 postete Ashton Kutcher einen Link zu einem bebilderten englischen Artikel über die Unterwasserwelt des Sees bei Facebook, der innerhalb von 17 Stunden 11.367 mal geteilt wurde und über 80.000 Likes bekam. Am 25. Oktober 2014 wurde der Grüne See bei der österreichweiten ORF-TV-Show 9 Plätze – 9 Schätze von Zusehern und einer Jury zum „schönsten Platz“ Österreichs gewählt. Dies sorgte zumindest 2015 für einen Ansturm durch Touristen.
Am 8. Oktober 2015 gab der Tourismusverband Tragöß ein Tauchverbot sowie ein Verbot jeglicher sonstigen Nutzung (Schwimmen, Bootfahren usw.) bekannt. Begründet wird das mit der negativen Auswirkung der Aufwirbelungen von Sediment durch die Wassersport- und Tauchaktivitäten. Das Verbot gilt seit dem 1. Jänner 2016.
Anfang April 2025 war der See völlig ausgetrocknet. Als Grund wurde unter anderem der fehlende Niederschlag im vorangegangenen Winter angegeben. In den 60 Jahren zuvor sei der See nie komplett ausgetrocknet gewesen. Wann dies das letzte Mal der Fall gewesen sei, ist nicht bekannt.

## Geschichte
„Hier wurde Johann Hafner am 20. 10. 1951 erhängt aufgefunden. Als ich an diese Stelle kam, ein Unhold mir das Leben nahm.“
So erinnert eine Holztafel beim See an den kriegsinvaliden Gemeindebediensteten (43) aus Oberort. Die erste Autopsie ergab Suizid. Vermutungen über Mord verstummten nicht. Verdächtigt wurde sein Bruder Alois Hafner, ein Steigeisenschmied, wegen eines Erbschaftsstreits. Eine Exhumierung ergab Erdrosseln vor dem Aufhängen auf den Baum. Letztlich gestand der Schmied, seinen suizidgefährdeten Gesellen Karl Zettl (23) zum Mord gedrängt und 800 Schilling bezahlt zu haben. Alois wurde zu lebenslanger Haft, Zettl zu 17 Jahren Haft verurteilt.

## Bilder

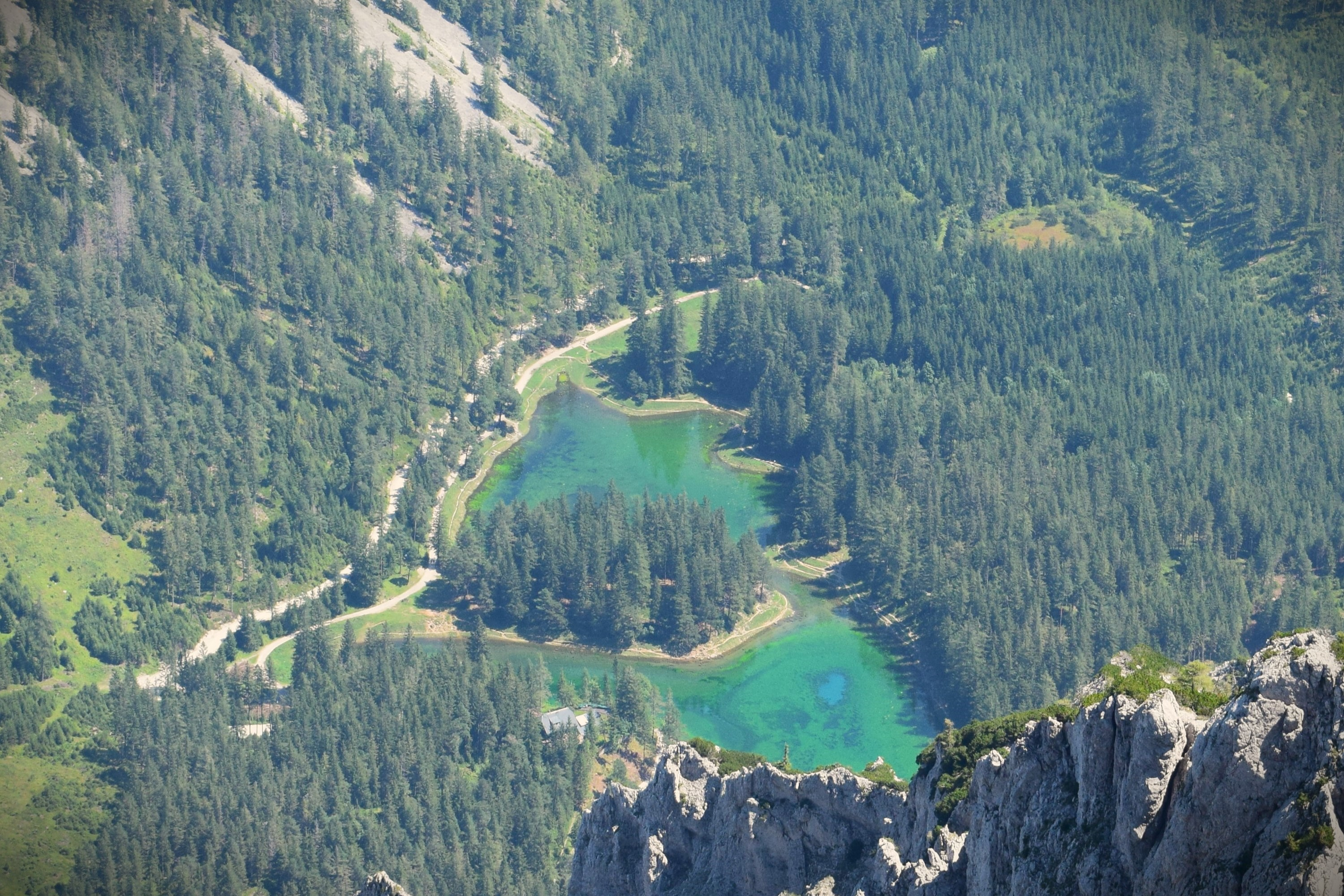
Blick von der Nordkante des Trenchtling-Plateaus auf den Grünen See
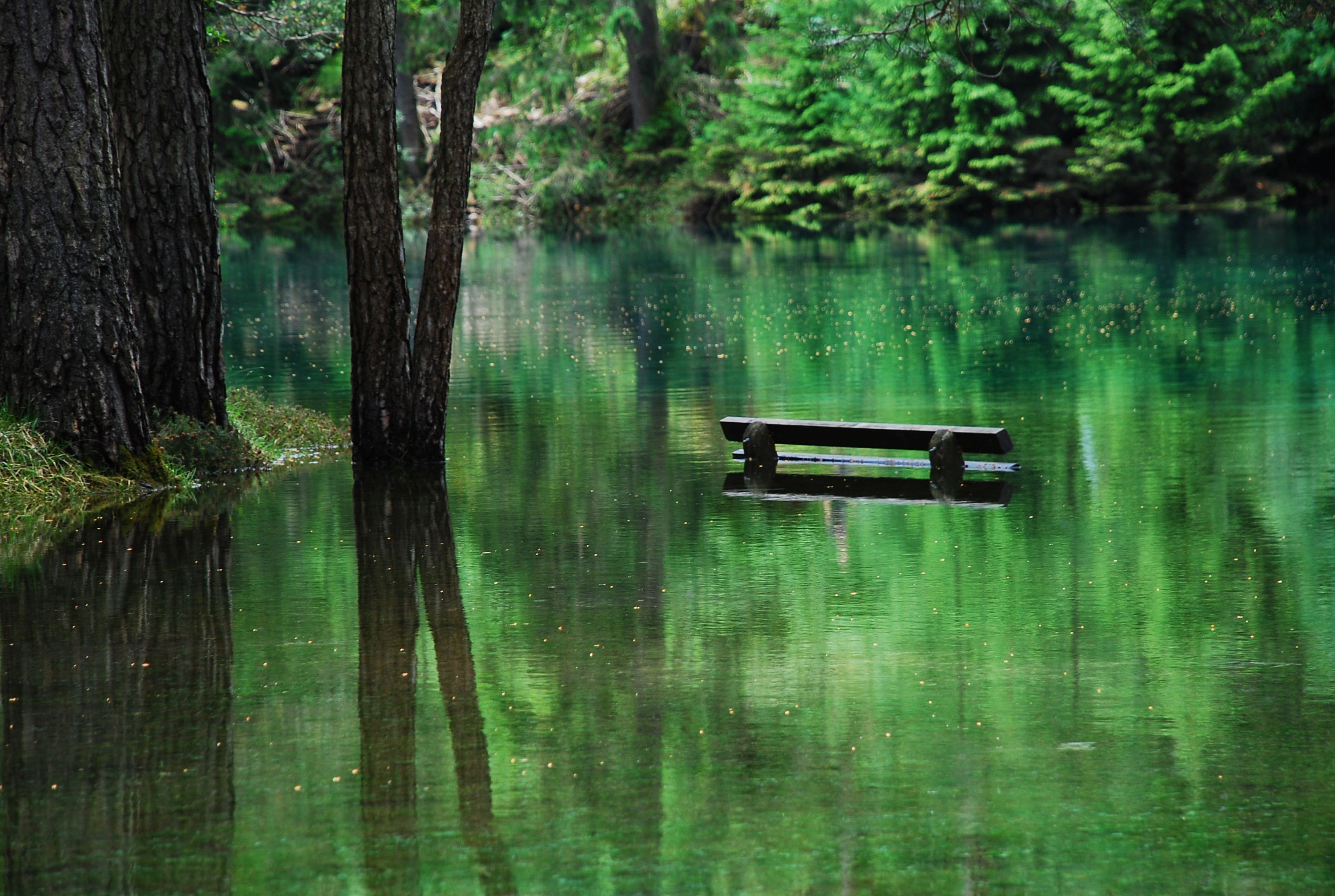
Grüner See bei hohem Wasserspiegel
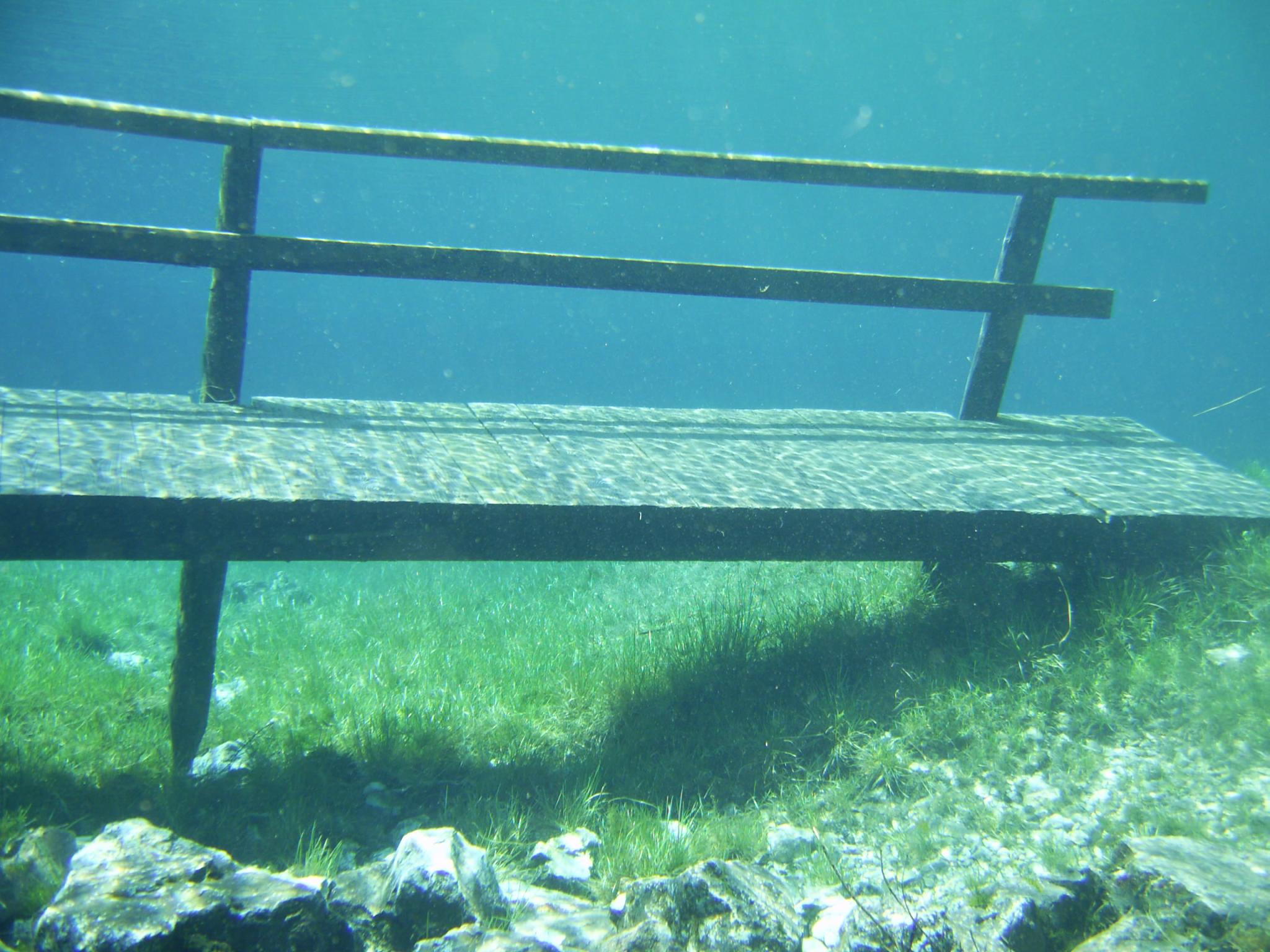
Brücke unter dem Wasserspiegel
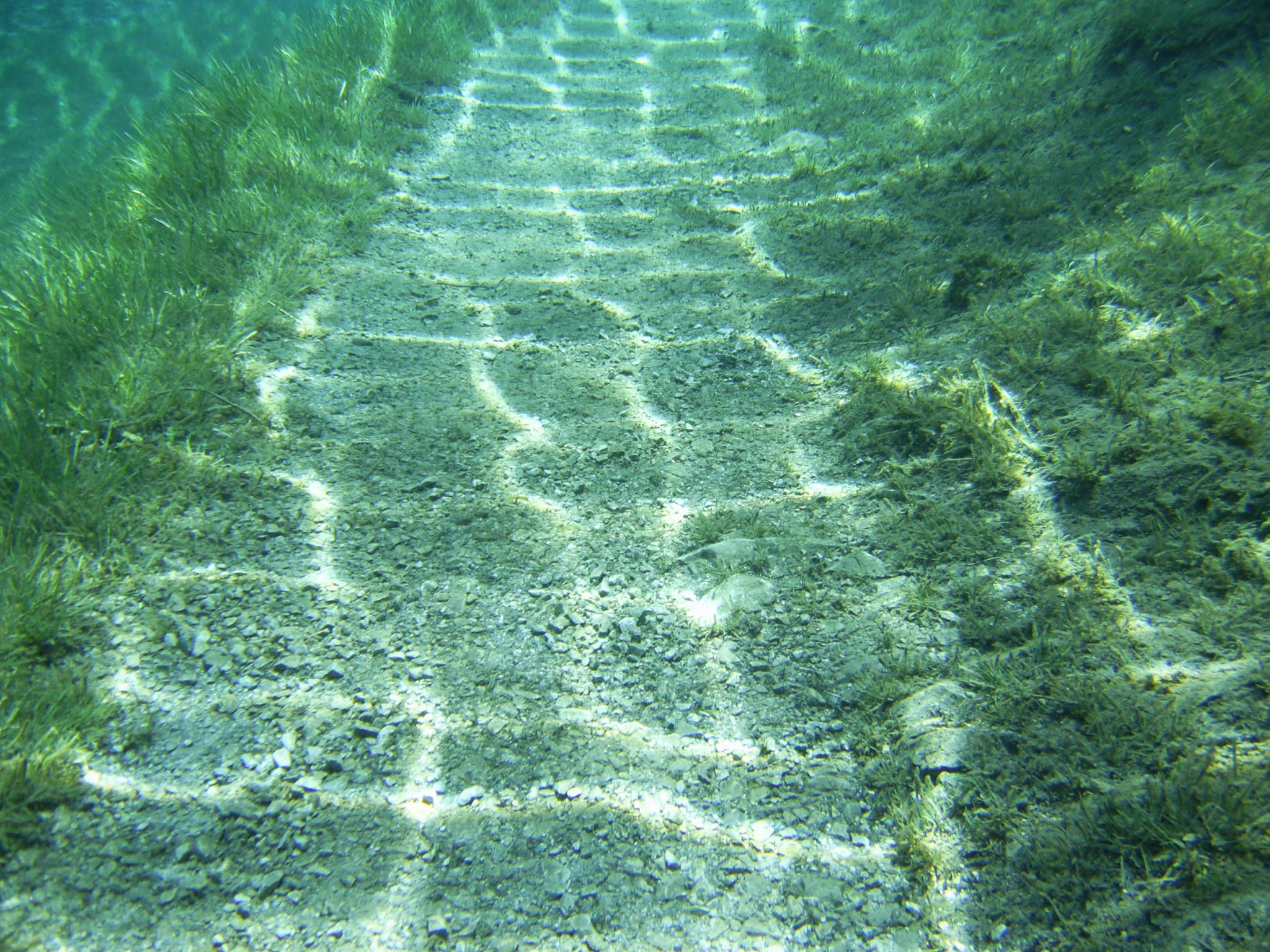
Wanderweg unter dem Wasserspiegel
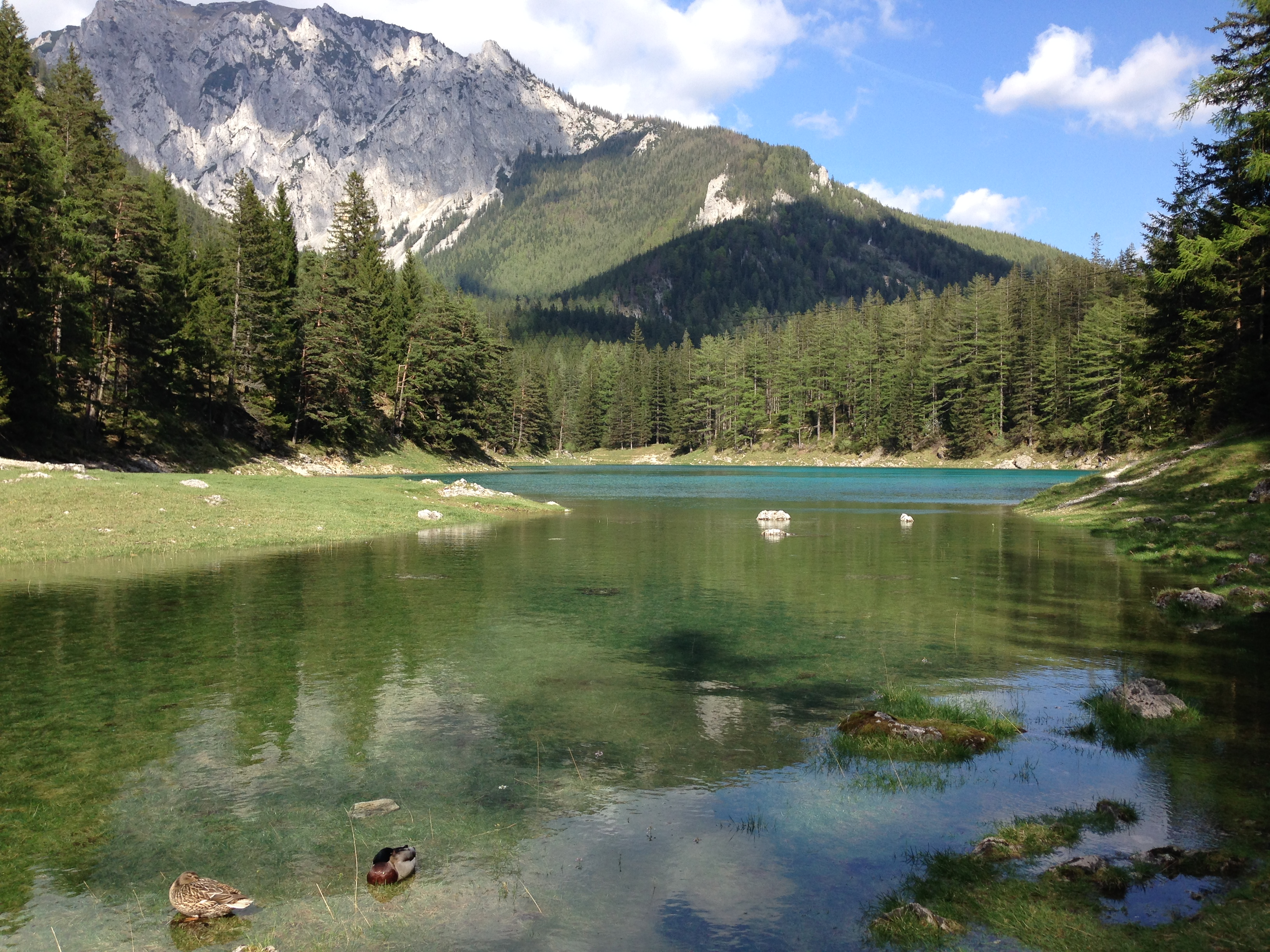
Grüner See mit Blick auf die Meßnerin